# (149528) Simónrodríguez
(149528) Simónrodríguez es un asteroide del cinturón principal, descubierto el 24 de marzo de 2003 por los astrónomos Ignacio Ferrín y Carlos Alberto Leal en el Observatorio Astronómico Nacional de Llano del Hato, ubicado en la Cordillera de Mérida, Venezuela.
Su nombre es un homenaje a Simón Rodríguez (1771-1854), conocido filósofo y educador venezolano, autor de trabajos históricos y sociológicos.
Posee una excentricidad de 0,0850732 y un inclinación de 14,39376º.